# 大堰镇 (达州市)
大堰乡，是中华人民共和国四川省达州市达川区下辖的一个乡镇级行政单位。

## 行政区划
大堰乡下辖以下地区：
街道社区、王家坝村、双井村、卢岗村、铁山村、黑洞村、堰坝村、金黄村和地坝嘴村。